# Милен Гамаков
Милен Гамаков (роден на 12 април 1994 г.) е български професионален футболист, който играл за казахския Тараз. Той е използван като централен защитник и дефанзивен полузащитник.

## Статистика по сезони[2]
| Сезон    | Отбор           | Първенство | Мачове | Голове |
| -------- | --------------- | ---------- | ------ | ------ |
| 2013/пр. | Черноморец (Бс) | А група    | 0      | 0      |
| 2013/пр. | Нефтохимик (Бс) | Б група    | 8      | 0      |
| 2013/14  | Черноморец (Бс) | А група    | 27     | 0      |
| 2014/15  | Ботев (Пд)      | А група    | 28     | 3      |

## Успехи (отборни)
Жалгирис
- А Лига:
  -  Шампион (1): 2021